# 강하국
강하국(1952년 4월 25일 ~ )은 조선민주주의인민공화국의 정치인이다. 
전 내각 보건상으로 최고인민회의 제13기 대의원과 조선･중국친선협회 위원장 겸 조선로동당 중앙위원회 후보위원이다.

## 경력
조선･중국친선협회 위원장을 맡고 있으며, 조선민주주의인민공화국 내각 보건성 부상을 거쳐 2013년 4월에 최창식 후임으로 보건상에 임명되었다. 2016년 5월 조선로동당 제7차 대회에서 조선로동당 중앙위원회 후보위원으로 선출되었다. 2017년 보건상에서 물러났다.